# 宏國關係事業
宏國關係事業是臺灣一個橫跨房地產、金融界、大眾媒體、高等教育及飯店事業的企業集團，以宏國建設為核心事業。由林堉琪於1964年創辦，總部位於臺北市松山區。

## 歷史

### 發展
宏國關係事業最早是從一間修補機車、腳踏車的輪胎店起家，其創辦人林堉琪後來轉為經營米廠，與佃農、地主建立了良好關係，使他日後大量收購淡水、三重一帶土地打下基礎。林堉琪後來大量購入土地，並聘請曾任政府機構人員如前台北縣縣長蘇清波機要秘書杜明福、前財政部國有財產局副局長等等，林家事業在林堉琪的領導下逐漸稍有規模。1964年，林堉琪與兄弟林堉璘與林榮三共同創辦宏國建設，成為日後宏國關係事業的核心企業。
1970年代，宏國建設於台北縣修建大批公寓，同時也大量買地。1977年，林堉琪因直腸癌於44歲壯年逝世，由遺孀林謝罕見主持家業:41。在台北房屋創辦人葉條輝的建議下，林謝罕見將台北市天母公園旁邊的山坡地改建為「甲桂林」住宅大廈，並受到好評；林家以此例為鑑，全力往建築業發展。然而此時的宏國以林堉琪早期打下的黨政人脈基礎已不敷使用，在事業規模日增時還曾引致一次查帳風波，宏國因稅務機關的刁難，瀕臨倒閉危機；事後林謝罕見因此加以修正，加強與中央黨政關係的經營，然而此時林堉琪遺留子女尚為年幼，林謝罕見之弟謝隆盛便代為集團代表，在黨團圈內逐以建立政商關係:41。
1978年，四海工業專科學校由宏國捐資接辦。1989年，成立「林堉琪先生紀念基金會」從事公益活動。1994年，購入中聯信託部份股份，進入金融業。1988年設立國裕開發，接管台北希爾頓大飯店，正式踏入飯店業；1996年接手墾丁凱撒飯店。1997年成立台北金融大樓公司，取得台北101開發權，這時宏國關係事業的聲勢達到頂峰。

### 財務危機與還債歷程
2000年初，宏國關係事業內部爆發財務危機，因事業過度投資，包括原有的地產、飯店橫跨到金融、投資公司、媒體甚至職業籃球隊，且1997年台灣爆發金融危機，股市、房市首當其衝，雖然擁有林三號、中聯信託等股票上市公司，以及投資墾丁凱撒飯店、希爾頓大飯店與大成報等，但主力投資依舊是注入房地產，之後接連發生921大地震、廢核四等利空事件，房地產陷入空前低迷，加之銀行也對宏國關係事業凍結數十億額度，終致週轉問題財務危機，只得在同年11月申請紓困，開始重建歷程。2000年1月8日，宏國關係事業總負債為395億，一年的利息即有32億。
對宏國關係事業打擊更深的是多家銀行抽出資金，使其不得不提出瘦身計畫。林謝罕見更請原集團30年員工、前宜蘭縣副縣長的江淳信全權處理與銀行的談判事務，擔起清理龐大債務的重任。在江淳信勸說下，原本已自行創業的林南聰也重返宏國，再加上原財務總管蔡裕隆，三人成為重建集團的核心。在一年的紓困談判時間內，江淳信成功將利率降為百分之二至四不等，雖然負債沒有減少，但宏國得以一年省去十多億的利息，加上宏國依舊有能賺取現金的現存事業，其名下的德霖學院每年仍可進帳30、40億，凱撒飯店也有10多億收入，而早些推動的各個開發案也陸續上了軌道:281。在江淳信的登門走訪下，宏國才免除了華南銀行、世華銀行、日勝銀行等債權銀行向法院申請查封資產:283。宏國重建歷程最重要的一項專案是2004年2月與遠東集團簽訂的BR4（現今的SOGO復興館）以及集團旗下的宏通綜合商業發展公司簽訂捷運BR4開發案，使集團獲得20億的資金，宏國副董事長林鴻道後來指出，這是重建過程中最重要的第一桶金，讓宏國得以推動後續計畫。2015年初，經歷15年的償還歷程，宏國關係事業清償了605億的債務。

## 產業

### 金融業
中聯信託成立於1971年，宏國關係事業由劉泰英主持，將國民黨黨營事業中央投資公司所持有的50％中聯信託股票以80億元售予宏國:36，這也使宏國就此正式踏入金融界。1995年，中聯信託上市，使宏國關係事業手中擁有的現金突破百億元:38。2000年初在宏國發生財政危機時，中聯信託因董事長胡以經將所有權分離的風險管控下衝擊較小:34。2007年，中聯信託因風險控管不佳、呆帳過多、財務和業務嚴重惡化，由台灣銀行接管經營，股票於4月21日終止上市。同年12月29日，國泰世華銀行參與金管會的公開標售，以新臺幣129億元標得中聯信託資產、負債及經營權；中聯信託併入國泰世華銀行。後來執掌還債事務的江淳信認為，投資中聯信託是宏國關係事業的最大錯誤，估計使他們損失二、三百億元:286。
2015年6月15日，台北地檢署以林鴻明等人涉透過關係企業以不良債權轉賣，涉嫌涉嫌違反證券交易法、信託業法、洗錢防制法、刑法偽造文書等罪行、使中聯信託損失24億元，搜索約談林男等23人。

### 建築業
宏國關係事業旗下曾成立、併購多個建築公司，除了作為核心的宏國建設外，還有1998年9月2日由泰瑞電子的後身泰瑞興業改名的林三號國際發展。以及在1970年代起短期建立的各種子公司，僅用於分別推案之用，如宏全、宏安、文化、台隆、瑞益、瑞安、正安、宏善等，這些公司往往在建案完成後便解散:195，其他後期還有成立瑞億建設、國海建築經理公司、億國建設等。在宏國關係事業內部，建設公司則分別劃歸為建設一部、建設二部和建設三部，分別由林鴻明、林鴻道、林鴻志職掌。
宏國關係事業曾建設多座創有台灣建築史新紀錄之建物，包括921大地震中單一大樓死亡人數最多的東星大樓。在林鴻明之女林鈺芳引入的國外綠建築理念下，宏國建成包括亞洲首棟建築取得UL室內空氣品質認證──宏國大樓、世界最高的「LEED白金級」綠建築、全球第一棟取得LEED認證的摩天大樓──台北101、台灣第一座「LEED黃金級」校園綠建築──宏國德霖科技大學「德霖罕見樓」。宏國最早的推案位置在臺北市以及臺北縣的新莊鎮中港厝及板橋鎮的江子翠等地:96。林堉琪早期收購地產，偏愛臺北郊區的土地，而後林謝罕見與第二代持續購置，在淡水、新店、新莊、汐止、土城、板橋持有龐大土地:95。宏國建設公司在臺灣各地大量「造鎮」，被臺北建築同業喻為造鎮最多的建商:96。
宏國建設於1970年代的推案，主要集中在臺北市與臺北縣的板橋、土城、新莊以及中和，舉例如下：:96-97
- 宏國石牌社區，位於北投振華街，又稱宏國新村。
- 宏國新生社區，位於臺北市德惠街、新生北路三段87巷。高價店鋪公寓，主打豪華內裝，內建落地鋁門窗、對講機、電器線路、電視天線、瓦斯管線、櫸木地板、主臥室壁櫥。
- 宏國忠孝社區，位於臺北市永吉路30巷，1972年。
- 宏國文化社區，位於板橋鎮文化路，1972年。
- 板橋鎮江子翠，宏國路與長江路一帶，1972年起陸續落成啟用。該批公寓在2014年起已有部分拆除。
- 宏安新莊社區，位於新莊鎮中港厝，1973年，兩千戶社區又稱宏國新莊社區。
- 文化致理社區，位於板橋鎮新埔，1973年。社區鄰近中油公司板橋油庫，逐漸發展為油庫口市場，部分已經拆除改建。
- 宏全新莊社區，位於新莊鎮中誠街，1976年。
- 正安新莊社區，位於新莊鎮新泰路，1976年。
- 花園別墅大廈，為宏國建設早期的高級代表作。

此時期宏國建設公司的公寓作品，正面多以紅缸磚搭配白色馬賽克磚裝飾，造型簡單，各地作品具有一致性。

### 教育產業
2001年，「四海工業專科學校」升格為技術學院，更名為「德霖技術學院」。2017年，德霖技術學院經教育部核定改名科技大學，8月1日，正式冠名「宏國」，成為「宏國學校財團法人宏國德霖科技大學」。自宏國關係事業接手以來，德霖學院自原有的三棟簡陋校舍擴充為包括日間部、進修部的學制設四技、二技和二專部，共約8700人的規模。由於辦學的貢獻，董事長林謝罕見獲選為中華民國私校文教協會第二屆十大傑出教育事業家之一。

### 觀光旅館業
宏國關係事業麾下的觀光旅館包括「台北凱撒大飯店」、「台北凱達大飯店 （页面存档备份，存于）」、「板橋凱撒大飯店 （页面存档备份，存于）」、「墾丁凱撒大飯店」、「趣淘漫旅-台北 （页面存档备份，存于）」、「趣淘漫旅-台南 （页面存档备份，存于）」、「阿樹國際旅店 （页面存档备份，存于）」、「內湖凱旋酒店 （页面存档备份，存于）」、「趣淘漫旅-台東 （页面存档备份，存于）」等，台北新板希爾頓亦為宏國委託國際希爾頓酒店集團經營管理之事業。
「台北凱撒大飯店」的前身為台灣第一家的國際品牌酒店「台北希爾頓酒店」，1988年由宏國接手，開啟了宏國經營飯店事業的開端，1996年宏國從日本青木建設購入股權，入主全台灣第一家的國際渡假飯店--墾丁凱撒大飯店，南北二家飯店奠定了日後發展飯店事業的基礎。宏國為發展自營品牌，因此在2003結束與國際希爾頓飯店的合作，將台北希爾頓飯店正式更名為「台北凱撒飯店」。2006年購入位在台南的曾文山芙蓉渡假大飯店，成為旗下第三家飯店。
2016年起凱撒飯店連鎖為拓展年輕族群客源並發展潮品牌飯店，投入數億元的資金，將曾文山芙蓉渡假大酒店全面改裝，同時更名為「Hotel Cham Cham-趣淘漫旅台南」，近年來已成為最受年輕人歡迎的台灣首座活力冒險主題飯店。凱撒飯店連鎖從2017年起，連續新開7家飯店，包含萬華火車站共構的「凱達大飯店」、位於板橋特區的「板橋凱撒大飯店」、「Hotel Cham Cham趣淘漫旅台北」、2018開幕的頂級商務「阿樹國際旅店」、台北新板希爾頓、2019在內湖區又有「凱旋酒店」成立，2020年飯店版圖再擴張至東台灣，「Hotel Cham Cham-台東」不畏Covid 19疫情於6月5日開幕，凱撒飯店連鎖全台總計十家飯店，客房數高達近3,200間，成為台灣異軍突起的飯店連鎖。
凱撒飯店連鎖十家飯店各具特色：休閒飯店第一品牌「墾丁凱撒大飯店」於2007年11月獲得「頂級島嶼飯店聯盟」（Exclusive Island Hotels & Resorts）認證；「台北凱達大飯店」是全台第一家與台鐵車站共構的飯店，客房數全台僅次於台北君悅酒店；「板橋凱撒大飯店」則為新北市第一家五星級觀光大飯店；「Hotel Cham Cham -趣淘漫旅」位在台北、台南及台東的潮品牌飯店已躍升為台灣最受年輕客源歡迎的飯店之一，開創台灣首座冒險主題飯店[28]；「阿樹國際旅店」位在小巨蛋旁，曾獲選台灣最美的飯店，「凱旋酒店」位在內湖，歐風設計廣受內湖科學園區的商務客人喜愛，阿樹與凱旋酒店則是凱撒飯店連鎖旗下的精品酒店代表。

### 運動與媒體業
宏國關係事業副董林鴻道熱衷於籃球活動，因此於1989年12月17日接過「麥當勞籃球隊」的經營權，改名為「宏國象」籃球隊，由劉俊卿擔任總教練；後林鴻道與裕隆汽車嚴凱泰、泰瑞電子洪敏泰等同好於1993年合組中華職籃。同時，林鴻道也經營傳播媒體《大成報》，其旗下刊物《大成體育報》也是當時著名的體壇報刊。然而宏國籃球隊經營不善，成立五年間宏國象隊每年虧損約一億，而同為旗下的中聯信託籃球隊同樣也是虧損單位，且僅培養費用就每年花費一千萬。在宏國爆發財務危機後，宏國職籃終究全數賣出，現為「璞園建築籃球隊」。
《大成報》也遭逢同樣的結局，旗下《大成體育報》受到當時臺灣運動人口不足、經濟不景氣、各業主的廣告預算缺乏等因素影響，使其廣告業務量持續遞減，僅每個月3、400萬左右的廣告利潤不堪數千萬元的營運成本，甚至還需要同樣旗下的《大成影劇報》每個月以2、3000萬元貼補。很大程度上，若非林鴻道個人的堅持，《大成體育報》可能早就被停刊。時至1994年，《大成報》已虧損13億，是當時宏國最沈重的財務負擔。2001年4月1日，《大成體育報》在經營五年後宣佈停刊。2005年，由於宏國關係事業爆發財政危機，就此退出了《大成報》的經營權。

## 公益活動
宏國關係事業以飯店業盈餘進行公益活動，林鴻道每年捐出新台幣2,000萬元投入「菁英育才計畫」培養8到18歲的台灣體育選手。宏國與宏泰集團、尹衍樑集團一同對臺北榮民總醫院提供大量金援，協助興建重粒子癌症治療中心。1989年12月，宏國關係事業另外成立了「財團法人林堉琪先生紀念基金會」，舉辦過多場老人聯歡、義賣、救助身障團體害捐贈物資等活動。
2020年，宏國關係事業再新增兩個基金會，董事長皆為林鴻道：一是以推廣體育運動為主的「財團法人宏道運動發展基金會」，像是運動菁英育才計畫、黃金計畫、優秀選手轉任教練等事宜，都是基金會已推動且持續運作 ；一是以實踐社會福利公益理念為目的的「財團法人見賢思琪基金會」，業務對象包括青少年、社工、偏鄉或弱勢等族群

## 註解
1. ↑  林鈺芳是宏國關係事業，也是台灣主要引入綠建築建築理念者，該人不僅親身感受空氣品質對健康的影響，也在香港從事不動產行業時接觸到有關建築永續的議題，之後她取得LEED AP BD+C執照，在2010年回台後共同成立「台灣永續能源環境專業協會（seed）」，給予LEED AP專業人士交流平台，同時也透過seed搭建台灣跟美國綠建築業界的橋樑，引進後者第一手綠建築資訊回台[15]。

## 資料來源
1. ↑  . www.cna.com.tw. 中央社. 2018-06-09  [2019-09-25]. （原始内容存档于2019-09-25） （中文）.
2. 1 2 3  王榮章. . 財金雜誌. 2011-10-01  [2019-09-28]. （原始内容存档于2019-09-28） （中文）.
3. 1 2 3  . 商業週刊. 1995-09-18, (408) （中文）.
4. 1 2  . w3.hdut.edu.tw.   [2019-09-28]. （原始内容存档于2019-09-28） （中文）.
5. ↑  田習如. . 財訊. 2011-10-13, (383)  [2019-10-06]. （原始内容存档于2019-10-06） （中文）.
6. 1 2 3 4  . 工商時報. 2000-01-08 （中文）.
7. 1 2 3  許秀惠. . 財訊. 2003-09, (258) （中文）.
8. ↑  . www.ettoday.net.   [2019-10-22]. （原始内容存档于2019-10-22） （中文）.
9. 1 2 3  章嘉襄. . 商業周刊. 2000-01-17 （中文）.
10. ↑  . 蘋果新聞網. 2007-03-31  [2019-11-10]. （原始内容存档于2020-04-21） （中文）.
11. ↑  . 華視新聞網. 2007-03-31  [2019-11-10]. （原始内容存档于2019-11-10） （中文）.
12. ↑  . www.cna.com.tw.   [2019-11-10]. （原始内容存档于2019-11-10） （中文）.
13. ↑  . 產業綜合. 1999-12-24 （中文）.
14. 1 2 3 4 5  何溪泉 (编). . 台北縣建築商業公會. 2003. ISBN 957285450X （中文）.
15. ↑  Tsai, Lulu. . Taiwan Tatler. 2018-08-08  [2019-10-19]. （原始内容存档于2019-10-19） （中文）.
16. ↑  . 聯合報. 1972-12-10 （中文）.
17. ↑  . 中國時報. 1972-10-24 （中文）.
18. ↑  . 聯合報. 1973-02-25 （中文）.
19. ↑  . 中國時報. 1971-12-12 （中文）.
20. ↑  . 經濟日報. 1976-09-12 （中文）.
21. ↑  . www.hdut.edu.tw.   [2019-10-06]. （原始内容存档于2019-10-06） （中文）.
22. ↑  李靜采. . 大成影劇報. 2002-09-24 （中文）.
23. ↑  周冠印. . 今周刊. 2000-11-23  [2019-10-23]. （原始内容存档于2019-10-23） （中文）.
24. ↑  葉基. . 中時晚報. 2000-01-08.
25. ↑  曾國仁. . 今周刊. 2001-04-05  [2019-11-10]. （原始内容存档于2019-11-10） （中文）.
26. ↑  江聰明. . 聯合報. 2006-02-17: A6 （中文（臺灣））.
27. ↑  林后駿. . 中時電子報. 2015-12-21  [2019-10-06]. （原始内容存档于2019-10-06） （中文）.
28. ↑  . www.yuhchi.org.tw.   [2019-10-22]. （原始内容存档于2019-10-19） （中文）.
29. ↑  . www.yuhchi.org.tw.   [2019-10-22]. （原始内容存档于2019-10-22） （中文）.

## 外部連結
- 田習如.宏國從五百億負債 絕地重新出發  林家老大變「小三」 林謝罕見母子搏翻身有成.財訊 第376期.2011-07-06
- 涉掏空 24億　中華奧委會主席林鴻道2000萬交保.蘋果日報.2015-06-19